# Ostrakon Domu Jahwe
Ostrakon Domu Jahwe – zapisany pismem paleohebrajskim ostrakon oznaczony numerem 18 spośród zbioru ostrakonów znalezionych na stanowisku archeologicznym Tel Arad w środkowym Izraelu, na zachód od Morza Martwego. Pochodzi z około 600 roku p.n.e. Zawiera najstarszą historyczną wzmiankę potwierdzającą istnienie Świątyni Salomona. Jest przechowywany w Muzeum Izraela.

## Historia odkrycia
Wykopaliska archeologiczne na Tel Arad prowadzono przez kilkanaście sezonów od roku 1962 do 1976. Pracami kierował izraelski archeolog Johanan Aharoni (1919–1976). W ich trakcie w górnym mieście, w warstwach od VIII do VI odkryto zbiór 112 ostrakonów pochodzących z około 600 roku p.n.e. (109 ostrakonów opublikował Johanan Aharoni, a 3 Anson F. Rainey). Oznacza to, że powstały one pomiędzy końcem VIII w. p.n.e. (czasy króla Ezechiasza) a początkiem VI w. p.n.e. (czasy króla Jozjasza).
Większa część ostrakonów z tych okresów dotyczy racji oliwy i wina przeznaczonych dla oddziału żołnierzy stacjonującego w Arad. Istotne są ostrakony pochodzące z warstwy VI. Trzy z nich wymieniają imiennie Eljasziba, dowódcę twierdzy z lat 598/597 p.n.e. Szczególne znaczenie ma ostrakon oznaczony numerem 18 wprost odnoszący się do Świątyni Jahwe. Ponieważ istniejąca w Arad  świątynia Jahwe została zniszczona w czasach reform religijnych króla Jozjasza chodzi o Świątynię Salomona. Wykopaliska potwierdziły zburzenie świątyni z Arad. W następnym okresie na wzgórzu Arad powstała mała twierdza, gdzie znaleziono odrębną grupę 85 aramejskich ostrakonów, z których 45 jest czytelnych.

## Treść ostrakonu 18
Ostrakon 18:
1. Do mojego pana Elja-
2. sziba. Niechaj Jahwe
3. cię obdarzy szczęściem. A teraz:
4. daj Szemarjahu
5. jedną efę a Kerosi
6. daj chômer. A jeśli chodzi
7. o zadanie, które mi po-
8. wierzyłeś, zostało wykonane.
9. W świątyni Jahwe
verso: on mieszka

## Znaczenie
Ostrakon Domu Jahwe potwierdza istnienie Świątyni Salomona w okresie sprzed zdobycia Jerozolimy przez Nabuchodonozora II i niewolą babilońską.
W roku 2016 opierając się na nowych metodach przetwarzania obrazu i analizie dokumentów oraz algorytmach uczenia maszynowego przebadano ostrakony pod kątem określenia liczby autorów ostrakonów. Wykazała ona, że grupa 16 najlepiej zachowanych ostrakonów została zapisana ręką co najmniej 6 osób. Analiza algorytmiczna wskazuje, że w czasach przed niewolą babilońską umiejętność pisania i czytania nawet w odległej małej twierdzy wojskowej posiadał zarówno dowodzący jak i kwatermistrz i zwykli żołnierze. Oznacza to, że już przed zniszczeniem Świątyni Salomona, w Judzie istniała infrastruktura edukacyjna, która wspierała tworzenie tekstów literackich w Judzie. Podobny poziom umiejętności czytania i pisania w jest potwierdzony ponownie dopiero 400 lat później, ok. 200 r. p.n.e.